# Hélder Rodrigues
Hélder Rodrigues (Lisboa, 28 de febrero de 1979) es un piloto de rallies portugués. Fue Campeón Mundial de Rally Cross Country del año 2011 y participó en el Rally Dakar en el que sus mejores posiciones han sido los terceros puestos en las ediciones 2011 y 2012. Forma parte del Honda Racing Team. Su mochilero es el argentino Javier Pizzolito.

## Carrera Deportiva
Inició su carrera en el motociciclismo en el año 1994, y su palmarés incluye varios campeonatos nacionales absolutos de enduro clase 250 cc y 125 cc , el  campeonato mundial junior 125 cc (2000), un vicecampeonato del mundo todo terreno clase 450 cc (2000), y el primer lugar rally Estoril - Marruecos de 2010.
En el 2011 se consagró campeón del Campeonato Mundial de Rally Cross-Country de la FIM en motos, con una solida participación ganando el Rally de Túnez y haciendo podio con el segundo puesto en el Abu Dhabi Desert Challenge y el Rally de los Faraones. 
En 2023 compitió en el Rally dakar en la categoría T3, logrando finalizar la competición en la posición número 27. 

## Resultados

### Rally Dakar
| Año     | Categoría  | Vehículo | Posición | Etapas |
| ------- | ---------- | -------- | -------- | ------ |
| 2006    | Motos      | Yamaha   | 9.º      | -      |
| 2007    | Motos      | Yamaha   | 5.º      | 2      |
| 2009    | Motos      | KTM      | 5.º      | 1      |
| 2010    | Motos      | Yamaha   | 4.º      | -      |
| 2011    | Motos      | Yamaha   | 3.º      | 1      |
| 2012    | Motos      | Yamaha   | 3.º      | 2      |
| 2013    | Motos      | Honda    | 7.º      | -      |
| 2014    | Motos      | Honda    | 5.º      | -      |
| 2015    | Motos      | Honda    | 12.º     | 2      |
| 2016    | Motos      | Yamaha   | 5.º      | 1      |
| 2017    | Motos      | Yamaha   | 9.º      | -      |
| 2023    | Challenger | Can-Am   | 27.º     | -      |
| Fuente: |            |          |          |        |

### Rally de Tunéz
| Año  | Categoría | Vehículo | Posición |
| ---- | --------- | -------- | -------- |
| 2011 | Motos     | Yamaha   | 1.º      |
| 2015 | Motos     | Yamaha   | 1.º      |